# Сидархерст (Њујорк)
Сидархерст (енгл. Cedarhurst) град је у америчкој савезној држави Њујорк.

## Демографија
По попису из 2010. године број становника је 6.592, што је 428 (6,9%) становника више него 2000. године.
| Група             | 2000.         | 2010.         |
| Белци             | 5.294 (85,9%) | 5.423 (82,3%) |
| Афроамериканци    | 79 (1,3%)     | 145 (2,2%)    |
| Азијати           | 190 (3,1%)    | 237 (3,6%)    |
| Хиспаноамериканци | 515 (8,4%)    | 705 (10,7%)   |
| Укупно            | 6.164         | 6.592         |